# Нікола Гріффіт
Нікола Гріффіт (англ. Nicola Griffith) — англійська та американська письменниця-фантаст. Лауреатка багатьох літературних премій, серед яких: Книжкова премія штату Вашингтон, премія «Неб'юла», премія Джеймса Тіптрі-молодшого, Всесвітня премія фентезі та Премія «Лямбда». 2025 року Ніколу Гріффіт оголошено 41-м Гросмейстром фантастики.

## Біографія
Народилася 30 вересня 1960 року у місті Лідс (Західний Йоркшир, Англія) у сім'ї Маргарет Мері та Еріка Персіваля Гріффітів. У своїх мемуарах 2007 року — «А тепер ми влаштуємо вечірку» — Нікола так описала своїх батьків: «вони хотіли належати до найсереднішого з середніх класів… відповідати критерію». :7 Разом із чотирма сестрами виховувалася у дусі католицької віри. Найранішою літературною спробою письменниці стала ілюстрована брошура, яку вона створила у дитячому садочку (це був одним зі способів запобігання бешкетництву). :17 У семирічному віці виграла приз віршів від ББС та зачитала свою роботу по радіо.
У передпідлітковому віці вперше відчула свій потяг до одностатевих стосунків. А у тринадцять років прийшло цілковите усвідомлення: «Я була лесбі». Проте, побачивши реакцію батьків на її п'ятнадцятирічну сестру-лесбійку, дійшла висновку, що «не може собі дозволити жодного натяку на такі свої почуття… принаймні доки їй не виповниться шістнадцять». :2 Аби якось полегшити свій стан, почала пити, адже алкоголь виступав доброю супресивною речовиною. Крім того, що вона нишком пила та палила, вона також з головою занурилась у читання та музику, що теж було свого роду втечею від дійсності. Окрім класичної англійської літератури, читала таких авторів-романістів як Генрі Тріс, Розмері Саткліфф, а також фантастичні твори Едварда Елмера Сміта, Френка Герберта, Дж. Р. Р. Толкіна; найулюбленішою її книгою у жанрі нехудожньої літератури стала праця Едварда Гіббсона «Історія занепаду та загибелі Римської імперії», а серед віршованих творів їй подобалась Гомерова «Іліада» та «Карго» Джона Мейсфілда. Її музичні вподобання теж були строкатими: класичний канон, традиційна церковна музика та глем-рок (Девід Бові тощо). Під час візиту до своїх родичів у Глазго (Шотландія), побувала на електростанції з ефективною системою рециклювання води та залишилася з почуттям «великої настороженості». Ця подорож змусила її більше уваги приділяти шкільним курсам з хімії, фізики та біології. У чотирнадцятирічному віці розширила свої мистецькі смаки та почала цікавитися творчістю Вільяма Берроуза та музичною діяльністю Led Zeppelin та раннього гурту Pink Floyd. :3–5
У п'ятнадцятирічному віці закохалася у свою подругу Уну Фіцджеральд. :16 Вони зустрічалися протягом двох років, доки Уна не покинула її. У той самий період Гріффіт влаштовувала свого роду тури по найтаємничіших місцях у місті Лідс, а її сестра Гелена набула наркотичну залежність. :37–39 Саме тоді Гріффіт й зустріла Керол Тейлор, з якою зустрічалася досить тривалий час. Згодом Нікола покинула свій батьківський будинок та переїхала до міста Кінгстон-апон-Галл, де разом із Тейлор вела маргінальний спосіб життя. Рекреаційні наркотики стали для неї звичайним станом. Однак, вона також стверджувала, що в Галлі «розпочалась моя справжня освіта». :41–56 Гріффіт зустріла «феміністок, інтелектуалів… байкерів, дилерів та лесбійок, які використовували своїх подружок». Там вона також знайшла свою першу жіночу спільноту та почала читати «найкращу феміністичну літературу» у Центральній бібліотеці Галла. 1981 року стала вокалісткою та авторкою пісень у гурті під назвою Janes Plane. Гурт, який складався з п'ятьох дівчат, зіграв свій перший виступ 1982 року на святкуванні Міжнародного жіночого дня. :46–58 Їм вдалося досягти певного успіху на місцевому рівні — гурт виступив у декількох містах Північної Англії та навіть побував на національному телебаченні.
Після розпаду гурту, Гріффіт спробувала себе на літературній ниві. 1983 року у своєму щоденнику написала про свою мрію стати «авторкою бестселерів», адже почала писати свій перший роман під назвою «Зелений шторм» (невиданий). Наступного року почала вивчати мистецтво самозахисту, а у серпні 1984 року випалила свою останню цигарку. Наступного місяця перестала вживати гашиш та амфетаміни. Два видання відмовилися публікувати її рукописи. Перші прояви майбутнього успішного роману «Амоніти» були помітними у другому неопублікованому романі письменниці — «Ми — рай» (бл. 1985). :8–22, 74
Наприкінці 1985 року Ніколу тимчасово шпиталізували після бійки у барі, де вона заступилась за іншу жінку. Запізніла реакція на напад внесла свою лепту у те, що в червні 1986 року Гріффіт назвала постравматичним стресовим розладом. Але її письменницька діяльність та курс з жіночої самооборони допомогли їй стійко перенести усі труднощі. А контрприклад її сестри Гелен (вона почала й збувати наркотики) допоміг переконати Ніколу, що прийшов час перестати вживати усі рекреаційні наркотики — зокрема й «чарівні гриби», якими вона зловживала.. :45–50
Наприкінці 1987 року письменниці вдалося продати оповідання «Дзеркала та Бернстоун» британському журналу «Interzone». У неї почались проявлятися симптоми розсіяного склерозу, а остаточно цей діагноз підтвердили у березні 1993 року. Перед тим, як почати працювати у Центрі порад безробітним, Гріффіт разом із Тейлор навідалася до Абатства Вітсбі, місця, де, за її словами, вона провела одні з найщасливіших днів свого життя. Але традиційний спосіб життя її тривожив, тому вона подала дві заявки на міжнародні курси: жіночий табір бойових мистецтв у Нідерландах та Семінар Кларіон з наукової фантастики та фентезі при Університеті штату Мічиган. :9–13 1988 року, зрештою, отримала стипендію на участь у Семінарі Кларіон та поїхала до США. Там вона навчалася пліч-о-пліч з такими авторами як Кім Стенлі Робінсон, Кейт Вільгельм, Тім Пауерс, Самуель Р. Ділейні. Ба більше, у Штатах зустрілася та закохалася в письменницю Келлі Ескрідж. :13–21 Зараз вони одружені та живуть у Сіетлі.
1993 року письменниця опублікувала свій перший роман під назвою «Амоніти», який приніс їй кілька літературних нагород (премія Джеймса Тіптрі-молодшого, Премія «Лямбда»; шорт-лист премії Артура Кларка, Британської асоціації наукової фантастики та «Локус»). Її другий роман — «Повільна річка» (1994) — виграв премію «Неб'юла» та ще одну премію «Лямбда». Ба більше, Нікола разом із письменником Стівеном Пейджелом стала редактором та укладачем трьох збірок — «Викривлення пейзажу: Фентезі» (1997), «Викривлення пейзажу: Наукова фантастика» (1998) та «Викривлення пейзажу: Жахи» (2001). Книги «Синя місцина» (1998), «Залишся» (2002) та «Завжди» (2007) об'єднує один спільний персонаж — Ауд Торвінген. 2004 року світ побачила збірка малої прози письменниці — «Її тіло», а 2007 року вийшли її мемуари під назвою «А тепер ми матимемо вечірку» (премія «Лямбда» у категорії «Біографія/Жіночі мемуари»). У листопаді 2013 року Нікола опублікувала історичний роман «Гільда», події якого відбуваються в Англії VII століття.